# نسبة تقدم
نسبة تقدم تفاعل هي حاصل قسمة التقدم النهائي عند التوازن على التقدم الأقصى باعتبار التفاعل كليا (تختفي عنده كل المتفاعلات). τ = xf / xmax 
إذا بلغت نسبة التقدم واحدا يقال أن التفاعل كلي، إذا لم تبلغه فالتفاعل ينتهي عند حالة توازن و نقول حينها أن التفاعل محدود ؛ أما إن انعدمت النسبة فإن التفاعل «خامل حركي حراري أو لم يحدث التفاعل».
نسبة التقدم مقدار بلا وحدة يجوز أن يعبر عنها بنسبة مئوية (%). أما التقدم النهائي والتقدم الأقصى فيعبر عنهما بالمول (mol) لأن كليهما كمية مادة.